# Mersevát
Mersevát község Vas vármegyében, a Celldömölki járásban.

## Fekvése
Celldömölktől 5 kilométerre északkeletre, a Marcal folyó mellett fekszik.
A szomszédos települések: észak felől Kemenesmagasi, kelet felől Külsővat, dél és délnyugat felől Celldömölk, nyugat felől Kemenessömjén, északnyugat felől pedig Kemenesszentmárton és Vönöck.

### Megközelítése
A településen végighúzódik, annak főutcájaként a Pápától Celldömölkön át Sárvárig húzódó 834-es főút, az a legfontosabb közúti megközelítési útvonala mindhárom említett város irányából. Kemenesszentmártonnal a 8455-ös út köti össze, és érinti még a nyugati határszélét a 8611-es út is.
Lakott területeit a vasútvonalak elkerülik, déli határszélét azonban érinti a MÁV 10-es számú Győr–Celldömölk-vasútvonala. A vasútnak nincs megállási pontja a község területén, de Külsővat vasútállomás alig több mint 2,5 kilométerre fekszik Merseváttól délkeletre.

## Nevének eredete
Vát neve a 9. századi székely-fehér hun (kony) uralkodó Vat nevéből származik.

## Története
A mai Mersevát Merse és Belsővat 1906-ban való egyesítésekor keletkezett. Előtte nevét Merse-Belső- Vath, Merse-Belsővath, Merse-Belsőváth, Merse-Belsőváth-Vath alakokban említették az írásos forrásokban.  A jelenlegi Külsővat vasútállomást a 20. század elején még Vat-Mersének nevezték. Mai Mersevát elnevezése 1907-ben készült pecsétjén szerepel először. A közhasználat azonban ma is fenntartja a Merse és  Belsővat név használatát. 
Mersevát, Vát nevét egy 1252-ben kelt oklevél említette először, ez oklevél Vát birtokosait a szomszédos Dömölki apátság kegyuraiként említette. Ezen 1252. február 18-án Pozsonyban kelt oklevél szerint: „Mersének fiai: Gergely és Fábián, Roland nádor bírói széke elé kísérik Jakab apátot, hogy birtokában, igazában megvédelmezzék Pápának fia Márton ellen.” Erről Pacher Donát: A dömölki apátság története című könyvben a következő olvasható: „Az apátság kegyuraságát a XIII. század közepén a szomszédságban eredt, vagy lakó családnak, a Merse családnak a kezén találjuk.”
A 14. századi Anjou-kori okmánytár 1358. V. 8-án kelt egyik oklevelében ugyancsak előfordul a  családból Merse Miklós neve. 1458-ban a Merse család  birtokainak eladása, zálogba  vétele, sőt 1459-ben  valószínűleg még elkobzása is szerepel az okiratokban, a fiatal Mátyás király ellen 1459-ben fellázadt 25 főúr között a lázadáshoz csatlakozott kemenesaljai urak között a Mersék is szerepeltek.      „1459-ben azonban Mátyás király a hűtlenségbe esett Miklósnak /Magasi/ Merse helységben és a kegyúri pusztán bírt részeit a Sámsonfalvaiaknak adta." 
Borovszky Samu az 1900-as évek elején Magyarország vármegyéi című munkájában így ír a településről:
"Merse-Belső-Vát, magyar község a Marczal-csatorna mellett, a Csorna felé vezető út mentén. 82 háza és 536 r. kath. és ág. ev. vallású lakosa van. Postája Külső-Vát, távírója Kis-Czell. A lakosok fogyasztási szövetkezetet tartanak fenn. Földesurai a Vidos- és Káldy-családok voltak."

## Közélete

### Polgármesterei
- 1990–1994: Horváth Lajos (FKgP)[3]
- 1994–1998: Csillag Albert (független)[4]
- 1998–2002: Ifj. Csillag Albert (független)[5]
- 2002–2006: Csillag Albert (független)[6]
- 2006–2010: Csillag Albert (független)[7]
- 2010–2014: Csillag Albert (független)[8]
- 2014–2019: Csillag Albert (független)[9]
- 2019–2024: Csillag Albert (független)[10]
- 2024– : Csillag Albert (független)[1]

## Népesség
A település népességének változása:
| Lakosok száma | 538  | 566  | 604  | 626  | 582  | 581  | 611  | 587  | 553  | 566  |
|               | 1990 | 1993 | 1997 | 2000 | 2004 | 2007 | 2011 | 2014 | 2021 | 2024 |

A 2011-es népszámlálás során a lakosok 77,7%-a magyarnak, 0,5% németnek, 0,8% lengyelnek, 0,2% horvátnak, 0,2% szlováknak mondta magát (22,3% nem nyilatkozott; a kettős identitások miatt a végösszeg nagyobb lehet 100%-nál). A vallási megoszlás a következő volt: római katolikus 49,7%, református 1,5%, evangélikus 18,1%, felekezet nélküli 1,2% (29,4% nem nyilatkozott).
2022-ben a lakosság 96%-a vallotta magát magyarnak, 2,3% németnek, 0,2% szlováknak, 0,2% lengyelnek, 1% egyéb, nem hazai nemzetiségűnek (4% nem nyilatkozott; a kettős identitások miatt a végösszeg nagyobb lehet 100%-nál). Vallásuk szerint 45,9% volt római katolikus, 17,1% evangélikus, 1,4% református, 2,4% egyéb katolikus, 4,2% felekezeten kívüli (28,4% nem válaszolt).

## Nevezetességei
- E település ősét, a Merse családot tartják a Dömölki apátság alapítójának, melynek egy ideig a kegyura is volt.
- A település határában található a Vidos család kriptája, Vidos József nemzetőrparancsnok nyughelyével.

## Híres emberek
- 1929. május 16-án Merseváton született Tóth József, világbajnoki ezüstérmes labdarúgó